# Mosteiro de Lingshed
O Mosteiro de Lingshed, Gompa de Lingshed ou Mosteiro de Kumbum é  um mosteiro budista tibetano (gompa) do Zanskar, no Território da União do Ladaque, noroeste da Índia. Situa-se nas montanhas da cordilheira de Zanskar, junto à rota tradicional entre Lamayuru e o centro do Zanskar, que passa por Photoskar e Lingshed e segue para Padum, a principal aldeia do Zanskar.
Foi fundado na década de 1440 por Changsems Sherabs Zangpo, um discípulo de Tsongkhapa, o fundador da seita Gelugpa, à qual o mosteiro pertence, no local onde já existia um mosteiro fundado pelo lotsawa (tradutor para tibetano das escrituras sagradas budistas) Rinchen Zangpo (958–1055). Desde 1779 que está sob a alçada do Ngari Rinpoche, o lama superior do Mosteiro de Rangdum. Em 1994, foi fundado no mosteiro o Centro Jangchub Tensung Dorje por iniciativa de Kyabje Dagom Rinpoche. Em meados da década de 1990 residiam no mosteiro  cerca de 60 monges.

## Localização e descrição
Segundo o Google Maps, o mosteiro situa-se a 3 950 metros de altitude, numa encosta acima do lado nordeste da pequena aldeia de Lingshed, 11 km a sudeste da aldeia marcada com o nome de Lingshet, 11 km a noroeste do leito do rio Zanskar, 19 km a sul de Photoskar, 32 km a noroeste de Zangla, 50 km a norte de Padum e 41 km a sul de Lamayuru (distâncias em linha reta; sobre o terreno são certamente muito maiores). Em 2009, a estrada mais próxima passava a 92 km da aldeia, o que se traduzia em pelo menos três dias de marcha. Quando a pomposamente chamada autoestrada do Zanskar, cuja conclusão provavelmente demorará várias décadas ao ritmo atual das obras, chegar a Lingshed a aldeia ficará a 55 km por estrada de Photoskar, que por sua vez ficará a 42 km de dsitância do principal eixo rodoviário mais próximo, a estrada Serinagar–Lé.
O mosteiro é o centro da vida religiosa da aldeia de Lingshed e das aldeias vizinhas de Skyumpata, Yulchung, Nyeraks, Dibling e Gongma, de onde provêm todos os monges. Em cada uma dessas aldeias, o mosteiro mantém um gonlak (templo menor).
O complexo, com três andares, é composto por seis santuários, cozinhas, armazéns e o zimchung, um apartamento residencial para o Ngari Rinpoche ou outros lamas visitantes, este último situado na parte mais alta. Abaixo do complexo central, alinham-se as casas onde residem os monges. Praticamente todos os edifícios são de adobe com estrutura de madeira e caiados de branco, como é tradicional na área. Para os monges, só os templos, salas de oração, cozinhas e armazéns associados constituem a gompa. Esta distinção não é apenas ua designação, pois o zimchung e os alojamentos dos monges têm uma gestão económica separada do resto do complexo.
A gompa propriamente dita tem quatro templos principais: o Dukhang, o santuário Tashi Od' Bar, o Chamba Khang e o Kanjur Lakhang, estes dois últimos situados acima do Dukhang. Este é o maior templo do complexo. O seu nome pode ser traduzido por "sala de assembleia" e é nele que são realizadas a maior parte das orações e ritos diários. O Tashi Od' Bar é dedicado a Chenresig, o Buda da compaixão, mais conhecido por Avalokiteshvara|Avalokiteśvara. O Chamba Khang é um templo recente, construído em 1993 e dedicado a Chamba (Maitreya), o Buda do futuro. O Kanjur Lakhang é onde são guardadas as escritura sagradas, que incluem mais de 200 do Tanjur, uma coleção de comentários aos ensinamentos de Buda.

## História

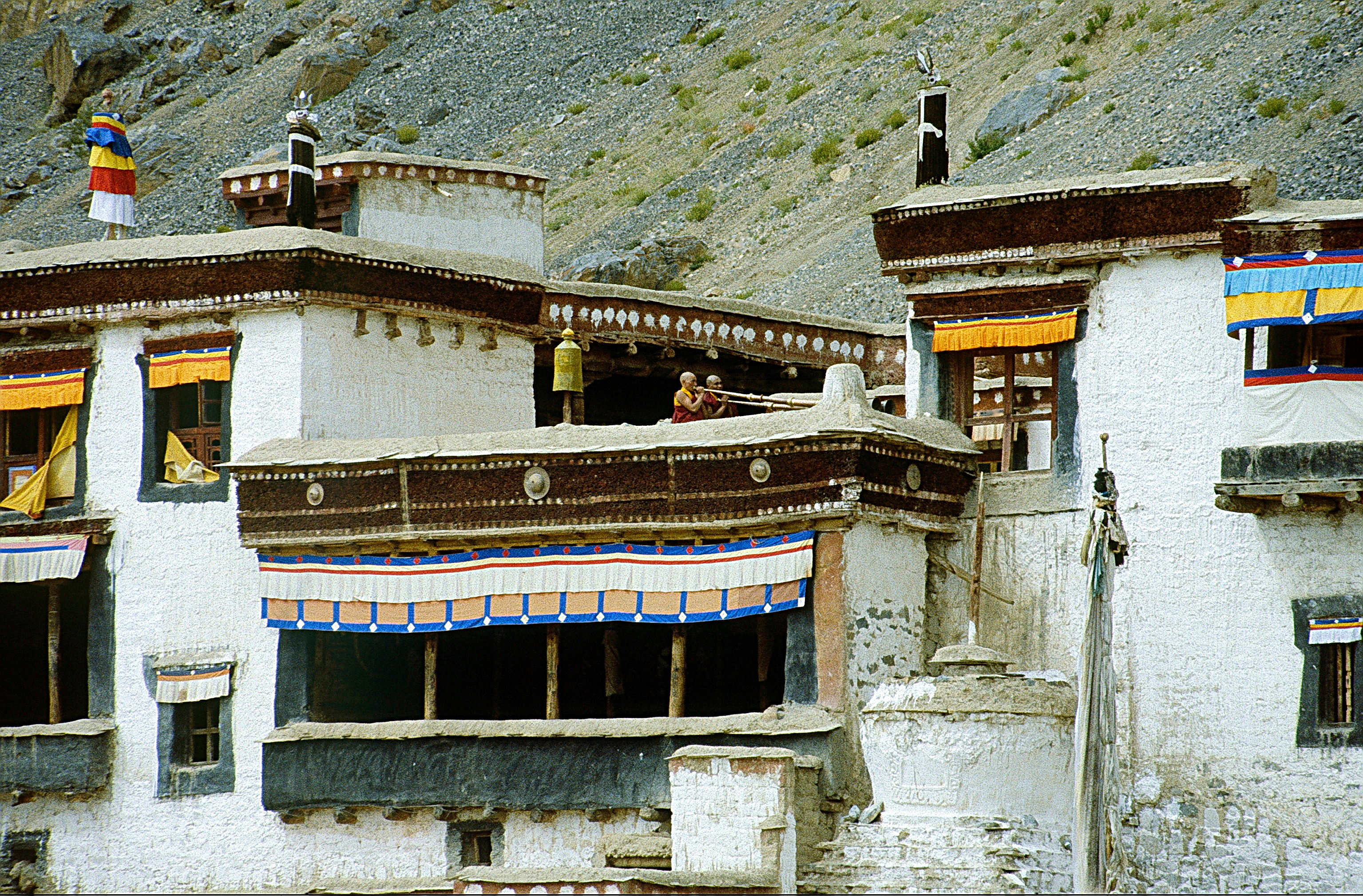
Monges tocam as tradicionais grandes trompas tibetanas anunciando a chegada de um rinpoche ao mosteiro

Lingshed situa-se no coração duma região de transição entre o Ladaque e o Zanskar, a sudoeste de um dos passos de montanha mais altos que separa as duas regiões, Sengge-La (5 060 m de altitude), que fica a cerca de oito horas de marcha da aldeia. Essa região é habitada desde aproximadamente o início do 2.º milénio d.C. O nome da aldeia está relacionado com a fama da região como zona de caça. Além do mosteiro existente atualmente, há vestígios de outras estruturas monásticas mais antigas, nomeadamente de um construído em cavernas e duas paredes com pinturas dedicadas ao lotsawa Rinchen Zangpo, que viveu no século XI. O folclore local fala também na existência no vale de antigos mosteiros das seitas Kadampa e Drukpa Kagyu.
O Mosteiro de Lingshed (ou Kumbum, que signfica "cem mil imagens") foi fundado como um mosteiro da seita Gelug na década de 1440. Segundo a lenda, o fundador Sherabs Zangpo passou pelos mosteiros de Karsha e de Phugtal, situados a sul de Lingshed, e viajou através do passo Hanuma-La, também a sul da aldeia, e de lá avistou uma "luz brilhante auspiciosa" que brilhava numa rocha duma encosta. Em volta dessa rocha construiu um chorten e foi essa rocha que se tornou a base do santuário central de Kumbum, o Tashi 'Od Bar ("Santuário da Luz Brilhante Auspiciosa").
A aldeia de Lingshed é referida nas “Crónicas do Ladaque”, praticamente a única fonte histórica para grande parte da história do Ladaque entre a Idade Média e o século XVIII. Essas crónicas relatam que o filho mais novo de La-chen-Bha-gan (r. ca.  1470–1500), terceiro rei da segunda dinastia tibetana ocidental arrancou os olhos ao irmão mais velho, Lha-chen-Lha-dbaṅ-rnam-rgyal, e destronou-o. Contudo, "para dar continuidade à sua raça", o rei deposto e a sua esposa foram mandados para Lingshed (chamada Liṅ-sñed nas crónicas), onde tiveram três filhos.
Em 1779, o rei do Ladaque Tsewang Namgyal doou as terras de Lingshed e das aldeias em volta, juntamente com os mosteiros zanskares e aldeias de Karsha, Mune, Phugtal e Rangdum a Lobsang Gelek Yeshe Dragpa, a terceira emanação de Ngari Rinpoche. Em 1783, Ngari Rinpoche fundou o Mosteiro de Rangdum dos limites do vale de Karsha, como a sua sede eclesiástica e ao qual está subordinado o mosteiro de Lingshed. Em 2016, o Ngari Rinpoche era o irmão mais novo do Dalai Lama.